# HIF1AN
HIF1AN‏ (Hypoxia inducible factor 1 subunit alpha inhibitor) هوَ بروتين يُشَفر بواسطة جين HIF1AN في الإنسان.

## تفاعلات
وجد أنه يتفاعل مع العامل الأول المحفز بنقص الأكسجين الوحدة الفرعية ألفا (HIF1A) ومثبط ورم فون هيبل - لينداو (pVHL).